# География на Европа
Континентът Европа представлява полуостров в западната част на Евразия. Има площ от около 10 милиона km2 и население от 741 милиона души.
Средната надморска височина е около 300 m, а максималната е 5642 m (връх Елбрус). Планините са 20% от територията на Европа.

## Географско положение, граници и площ
Континентът Европа е разположен между Атлантическия и Северния ледовит океан и континентие Азия и Африка. Заедно, трите континента образува Стария свят. Подари непрекъсната сухопътна връзка на Европа и Азия, двата континента се разглеждат заедно, под името Евразия.
На запад граничи с Атлантическия океан и свързаните с него Северно море и Бискайски залив. На север граничи със Северния ледовит океан и прилежащите към него Бяло, Карско, Норвежко и Баренцово море. От островите в Северния ледовит океан към Европа отнасят архипелазите Нова земя, Франц-Йосифова земя, Шпицберген, островите Ян Майен, Исландия. На юг граничи със Средиземно и Черно море, Северна Африка и полуостров Мала Азия. На изток границата с Азия не е ясно очертана и спорна, но се приема, че преминава по планината Урал, реката Урал, Кавказ, Прикаспийската низина и Каспийско море.
Европа е разположена изцяло в северното полукълбо. Гринуичкият меридиан преминава през Лондон, поради което поголяма част от площта му е в източното, а по-малка – в западното полукълбо.
Най-северната точка на континента е нос Норкин 71°08′02″ с. ш. 27°39′00″ и. д. / 71.133889° с. ш. 27.65° и. д., разположен в най-северните части на Скандинавския полуостров. Ако се вземат предвид и островите в Северния ледовит океан, най-северната точка на Европа става нос Флигели 81°49′ с. ш. 59°14′ и. д. / 81.816667° с. ш. 59.233333° и. д. на остров Рудолф в архипелага Франц-Йосифова земя. Най-южната точка на континента е нос Тарифа 36°00′ с. ш. 5°36′ з. д. / 36° с. ш. 5.6° з. д., разположен в най-южната част на Пиренейския полуостров. Ако се вземат в предвид и островите в Средиземно море, то най-южната точка на Европа  е нос Трипити 35°15′ с. ш. 24°05′ и. д. / 35.25° с. ш. 24.083333° и. д., разположена на остров Гавдос, южно от Крит. Най-западната точка на континента е португалският нос Кабу да Рока  38°46′ с. ш. 9°29′ з. д. / 38.766667° с. ш. 9.483333° з. д., разположен на брега на Атлантическия океан. Най-източната точка на континента е в подножието на Полярен Урал, близко до Байдарацка губа 69°00′ с. ш. 60°20′ и. д. / 69° с. ш. 60.333333° и. д..
Европа има площ от 10,5 милиона км², което представлява 7% от цялата суша на Земята. Тя е предпоследна, по-голяма само от Австралия (7.7 млн км²). Континентът е около 4 пъти по-малък от Азия и 3 пъти от Африка. В книгата на рекордите на Гинес е признат за географски център на Европа селището Пурнушкес 54°05′ с. ш. 25°17′ и. д. / 54.083333° с. ш. 25.283333° и. д., близо до Вилнюс.

## Брегова линия
Европа има силно разчленена брегова линия. Общата ѝ дължина е 37 600 км. Островите, които се отнасят към Европа са 9,6% от площта ѝ, а полуостровите – 25,0%.
Най-големият полуостров на бреговата линия към Северния ледовит океан е Скандинавския полуостров. Той е най-големият европейски полуостров с обща площ 800 000 км², дължина около 1900 км и ширина около 800 км. Разположен е между Баренцово, Норвежко, Северно и Балтийско море.  На изток от Скандинавския полуостров между Баренцово и Бяло море се намира ботатият на апатити и никел Колски полуостров.
По западното крайбрежие на Европа се намират множество острови. В Атлантическия океан е най-големият европейски архипелаг – Британските острови. От тях най-голям е остров Великобритания с площ 217 300 км². Той е отделен чрез Ирландско море от остров Ирландия. От континента остров Великобритания е отделен от протоците Ла Манш и Па дьо Кале. Брегът на Атлантическия океан е разнообразен. В района на Пиренейския полуостров той е висок и стръмен, а заливите са вдадени в сушата. По северозападните и северните части на остров Ирландия, Северна Великобритания и Исландия брегът е осеян с фиорди.
Пиренейският полуостров е разположен между Атлантическия океан, Бискайския залив, Средиземно море и Гибралтарския проток. Има сушева връзка с континента Европа чрез планината Пиренеи. Това е вторият по големина полуостров на Европа. Има множество заливи и естуари на реките Гуадалкивир, Дуеро, Тежу.
Между Пиренейския и Апенинския полуостров са разположени моретата Алборан, Балеарско, Лигурско, Тиренско и заливите Лионски, Генуезки. Близко до Пиренейския полуостров са разположени Балеарските острови. Те включват островите Майорка, Менорка и Питиуските острови. На североизток от Балеарските острови се намират френският остров Корсикаи италианския остров Сардиния, отделени чрез протока Бонифачо. Намират се източно от Лигурско и западно от Тиренско море.
По централното крайбрежие на Средиземно море е разположен Апенинският полуостров. Намира се на изток от Лигурско и Тиренско море. На изток граничи с Адриатическо и Йонийско море. В южната част има по-големи заливи и полуострови като Калабрия, Салентина и Гаргано. На юг от него е тесният Месинският проток, който разлея полуострова от остров Сицилия. На юг от Сицилия е островната група Малта, включваща Малта, Гоцо и Комино, отделена от Малтийския проток.
Балканският полуостров е третият по големита полуостров в Средиземно море и Южна Европа. Разположен е между Адриатическо и Йонийско море на запад, Бяло море на юг и Мраморно и Черно море на изток. Има широка сушева връзка с континента. Бреговата му линия е силно разчленена и с далматински, лиманен и лагунен бряг.

## Релеф
Релефа на Европа е предимно низинен. Европа е най-ниския континент на земята със средна надморска височина 300м. През континента преминава Алпохималайската планинска верига. Най-високия връх в Европа е връх Елбрус в планината Кавказ.

## Полезни изкопаеми
Сред полезните изкопаеми, срещащи се в Европа, са нефт и природен газ (Урал, Кавказ, шелфа на Северно море), въглища (Донбаски, Печорски, Горносилезийски и Рурски басейн), железни руди (Курска магнитна аномалия, Урал, Горна Лотарингия, Скандинавски полуостров), руди на цветни метали, каменна и калиева сол.

## Води

### Морета
По границата със Северния ледовит океан са разположени Карско, Баренцово и Бяло и Норвежко море. По границата с Атлантическия океан се намират Северно и Балтийско море. На юг Европа граничи със Средиземно, Тиренско, Лигурско, Адриатическо, Йонийско, Бяло, Мраморно и Черно море. На изток граничи с Каспийско море.

## Население
Защо няма информация??